# Ulrique (inslagkrater)
Ulrique is een inslagkrater op de planeet Venus. Ulrique werd in 1985 genoemd naar Ulrique, een Franse meisjesnaam.
De krater heeft een diameter van 19,6 kilometer en bevindt zich in het quadrangle Snegurochka Planitia (V-1).